# Matthew Wilson (Rallyefahrer)
Matthew Wilson (* 29. Januar 1987 in Cockermouth, England) ist ein britischer Rallyefahrer in der Rallye-Weltmeisterschaft. Sein Vater ist der ehemalige Rallyefahrer und heutige Manager des Ford-Teams, Malcolm Wilson.

## Karriere
Seine erste Rallye bestritt er 2004 als Beifahrer seines Vaters, die beiden gewannen das Event. 2004 begann dann seine Karriere als Fahrer bei der Rallye Großbritannien, wo er den 13. Gesamtrang erreichte. Seine erste komplette WRC-Saison absolvierte er 2006. Seither fährt er für das M-Sport Stobart Ford World-Rally-Team.